# Jonathan Jeanne
Jonathan Jeanne   (Les Abymes, 3 de juliol de 1997) és un jugador de bàsquet francès. Amb 2,15 metres d'alçària juga en la posició de pivot.

## Carrera esportiva
Va jugar durant dues temporades (2013-2014 i 2014-2015) al CFBB de la tercera divisió francesa, abans de formar-se a la prestigiosa INSEP, amb qui va disputar el 2014 el torneig de Belgrad i el 2015 el torneig de Kaunas, a més de participar en l'Adidas Next Generation. Els seus bons números en aquestes competicions, epsecialment en el de Kaunas, va fer que el Le Mans Sarthe Basket es fixés en ell i el fitxés en l'estiu de 2015, compaginant el primer equip amb el filial en la seva primera temporada. La temporada següent va seguir jugant a la lliga francesa per canviant d'equip, al fitxar pel Nancy Basket. Les seves condicions van fer que els principals analistes el situessin entre els candidats ser triat a la primera ronda del draft de l'NBA del 2017, però li va ser detectada la síndrome de Marfan i el va obligar a deixar la competició durant un any.
Un any més tard, ja amb l'alta mèdica, va començar a destacar en l'Hart Sports Camp, un campus celebrat a Las Vegas on participen jugadors que intenten fer-se un lloc a Europa, i l'Iberojet Palma va apostar per ell per jugar a LEB Or. A finals del mes de desembre va ser tallat pel club balear degut al seu baix rendiment: en els catorze partits que va jugar va fer una mitjana de 13 minuts, 4,3 punts, 3,1 rebots i una valoració mitjana de 4,1. En el mes de gener va ser contractat pel CB Prat, de la mateixa categoria.

### Internacional
Ha jugat amb les categories inferiors de la selecció francesa l'Europeu sub16 de 2013 a Ucraïna, el Mundial sub17 de 2014 als Emirats Àrabs Units i l'Europeu sub18 de 2015 a Grècia.